# Пандо Термовски
Пандо Термовски е гръцки комунистически деец и партизанин от Егейска Македония.

## Биография
Роден е през 1907 година в костурското село Галища, тогава в Османската империя, днес Оморфоклисия, Гърция. Включва се в дейността на гръцката левица. След окупацията на Гърция в 1941 година от силите на Оста участва в съпротивителното движение, и в единиците на ЕЛАС. През 1944 година е комисар на Първа егейска ударна бригада, секретар на Околийския комитет на Народноосвободителния фронт за Костурско. През юли 1946 година е пленен, осъден на смърт и разстрелян от гръцките власти през февруари 1948 година в Атина.